# Hemihegetotherium
Hemihegetotherium es un género extinto de mamíferos placentarios del orden Notoungulata, suborden Typotheria, perteneciente a los ungulados que evolucionaron aisladamente en el continente sudamericano, los Meridiungulata.

## Generalidades
Se encuentran fósiles de este género en localidades de la Formación Chasicó (edad mamífero Chasiquense), de la Formación Huayquerías, Formación Río Negro, Formación Cerro Azul, y Formación Las Flores (edad mamífero Huayqueriense) en Argentina y en "Estratos Muyu Huasi" y Formación Nazareno (edad mamífero Huayqueriense) y en estratos del Grupo Honda (edad mamífero Laventense) en Bolivia (Mioceno).